# Église de la Sainte-Trinité-et-Saint-Spiridion de Trieste
Pour les articles homonymes, voir Église de la Sainte-Trinité.
L'église de la Sainte-Trinité-et-Saint-Spiridion est une église de la communauté serbe orthodoxe de Trieste, dans le Frioul-Vénétie Julienne. Elle se situe plus précisément Via San Spiridione dans le quartier de Teresiano près du grand canal.
Elle a été bâtie en 1869 en style byzantin par l'architecte Carlo Maciacchini. La construction se caractérise pour un dôme bleu central plus haut que les quatre clochers couronnés par des dômes bleus plus petits. Les murs extérieurs sont embellis de grandes mosaïques décoratives.
L'intérieur est richement décorée selon les canons byzantins, orné entièrement par de peintures à l'huile imitant la mosaïque. Dans le presbytère se trouvent trois autels. La grande lampe d'argent qui pend à l'entrée est un cadeau du tsar Paul Ier.

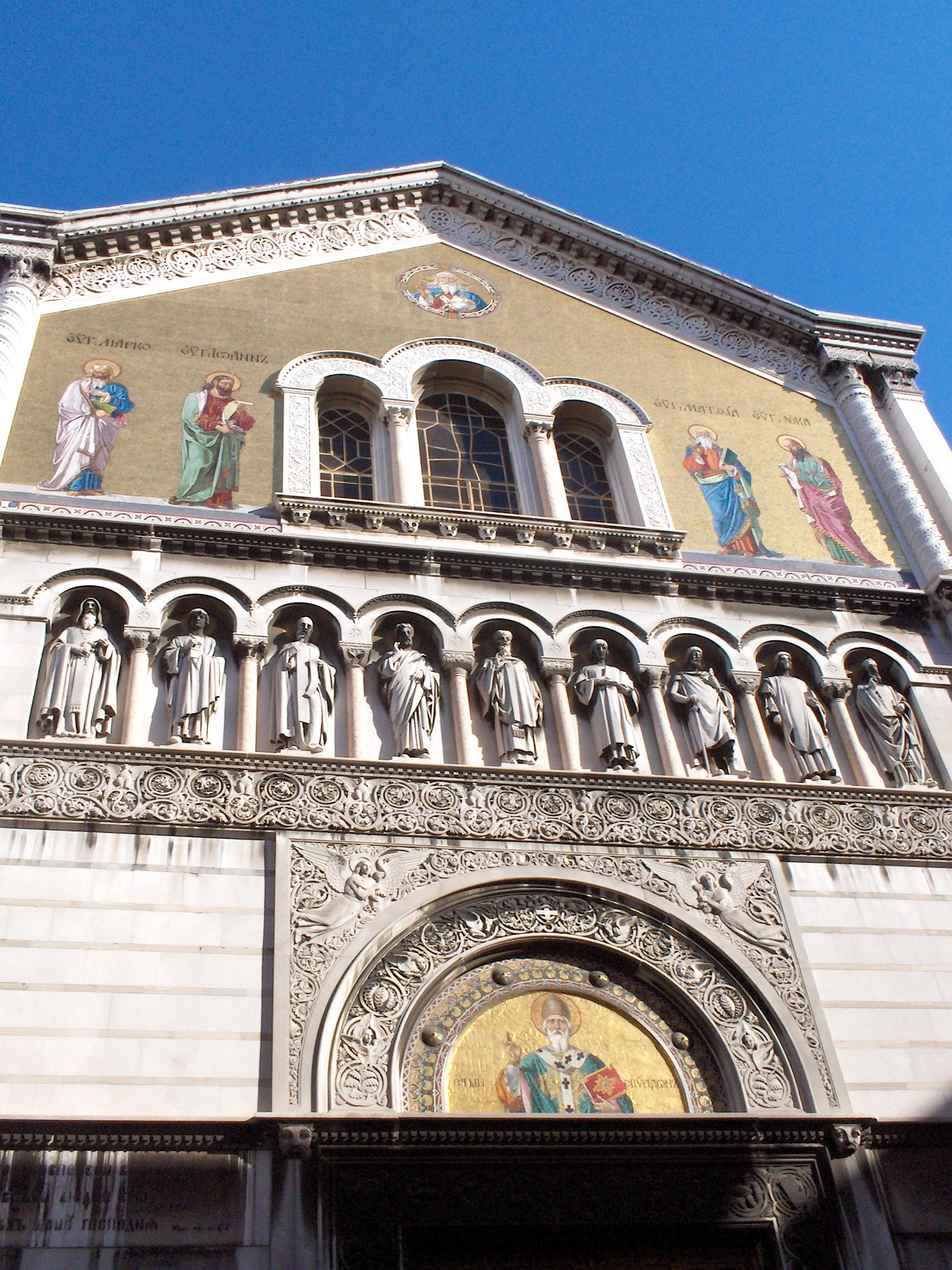
Façade

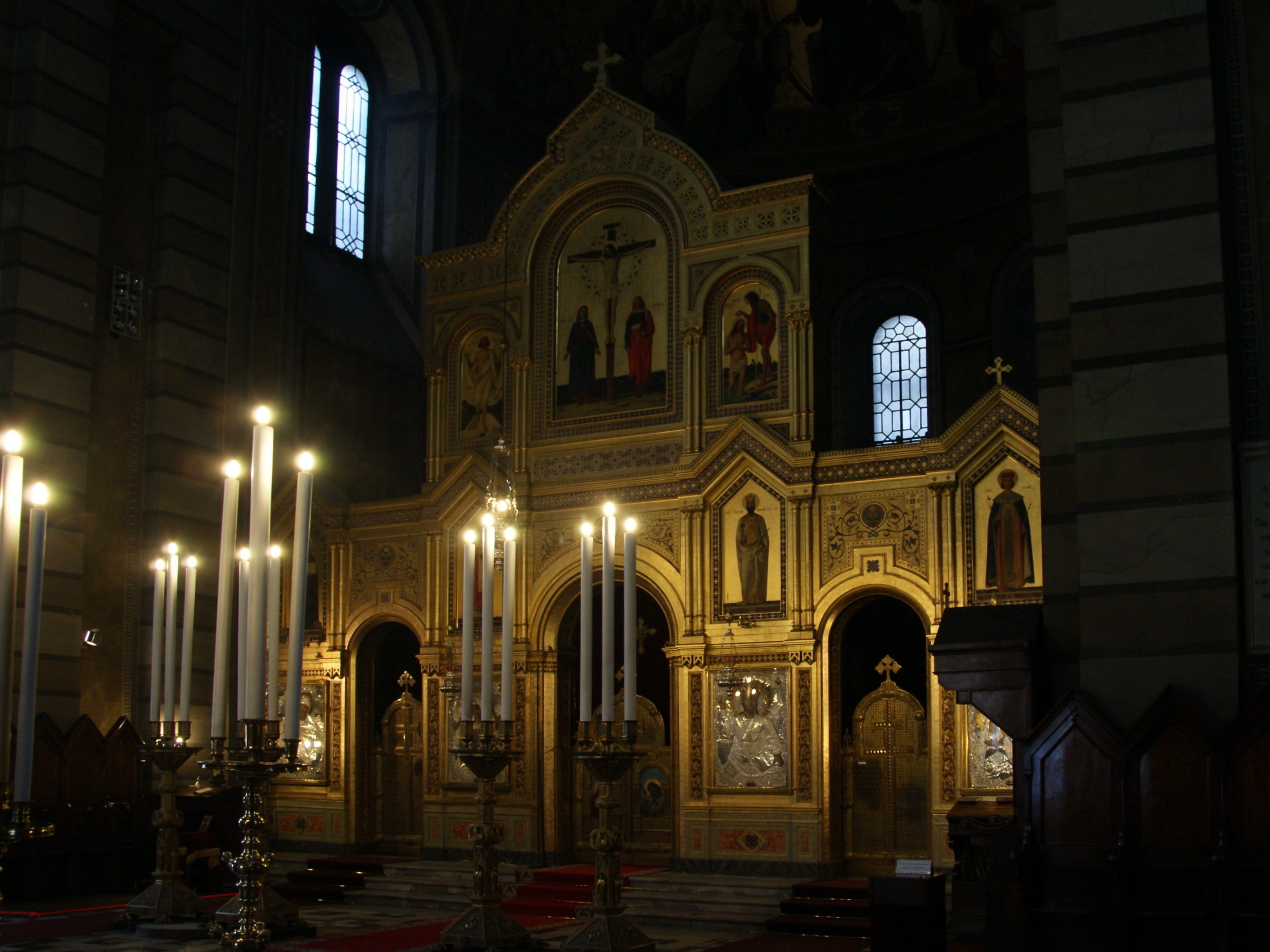
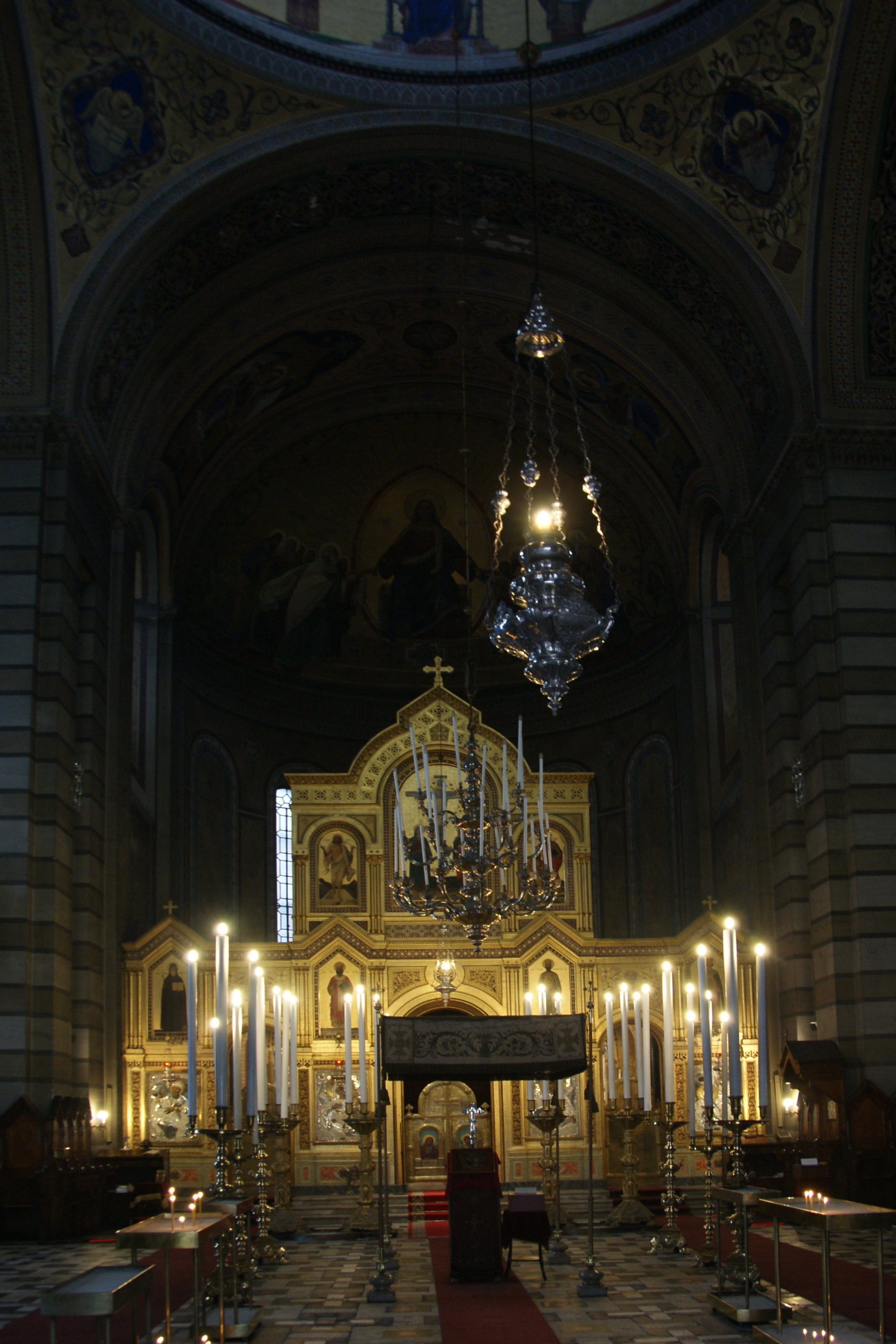
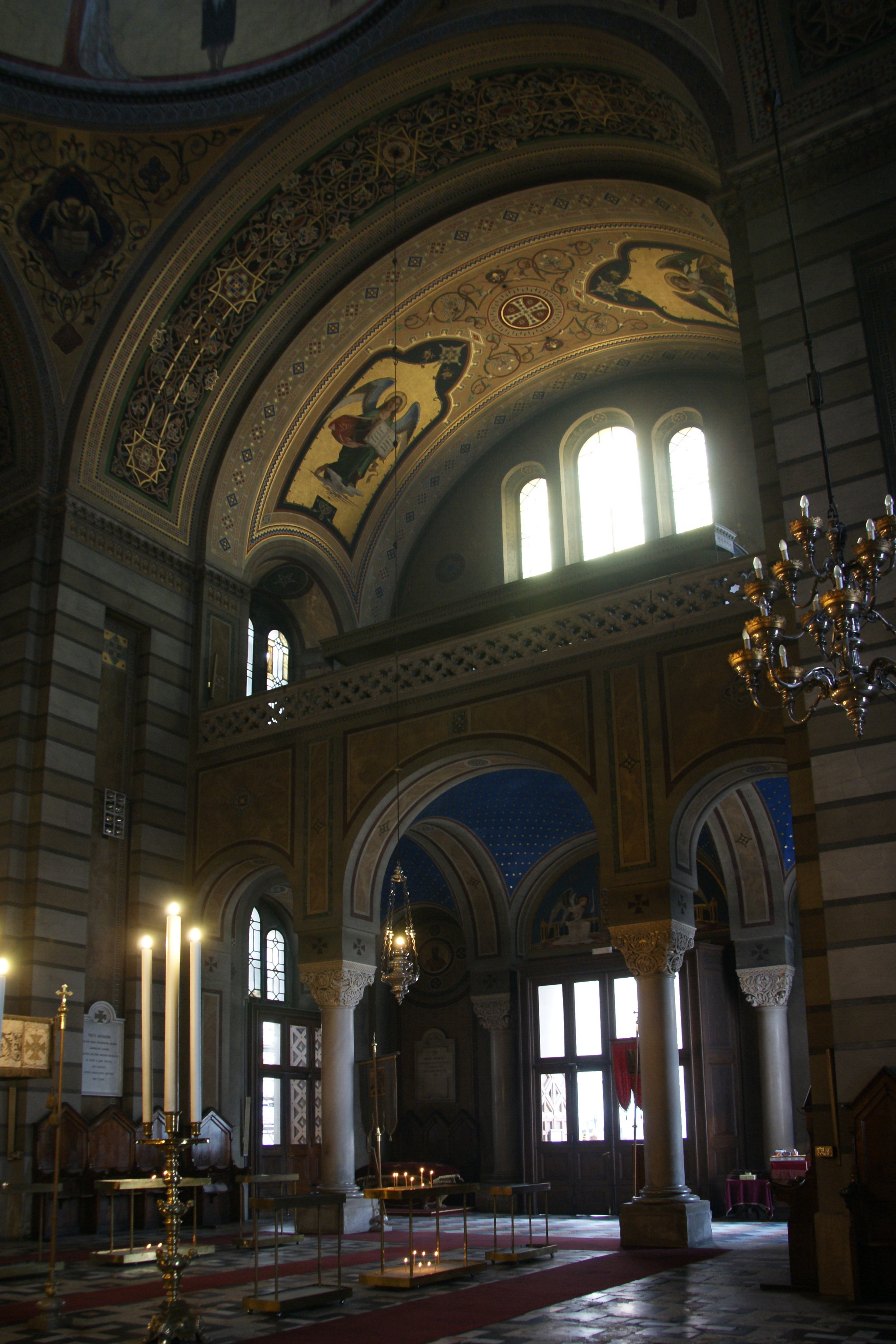
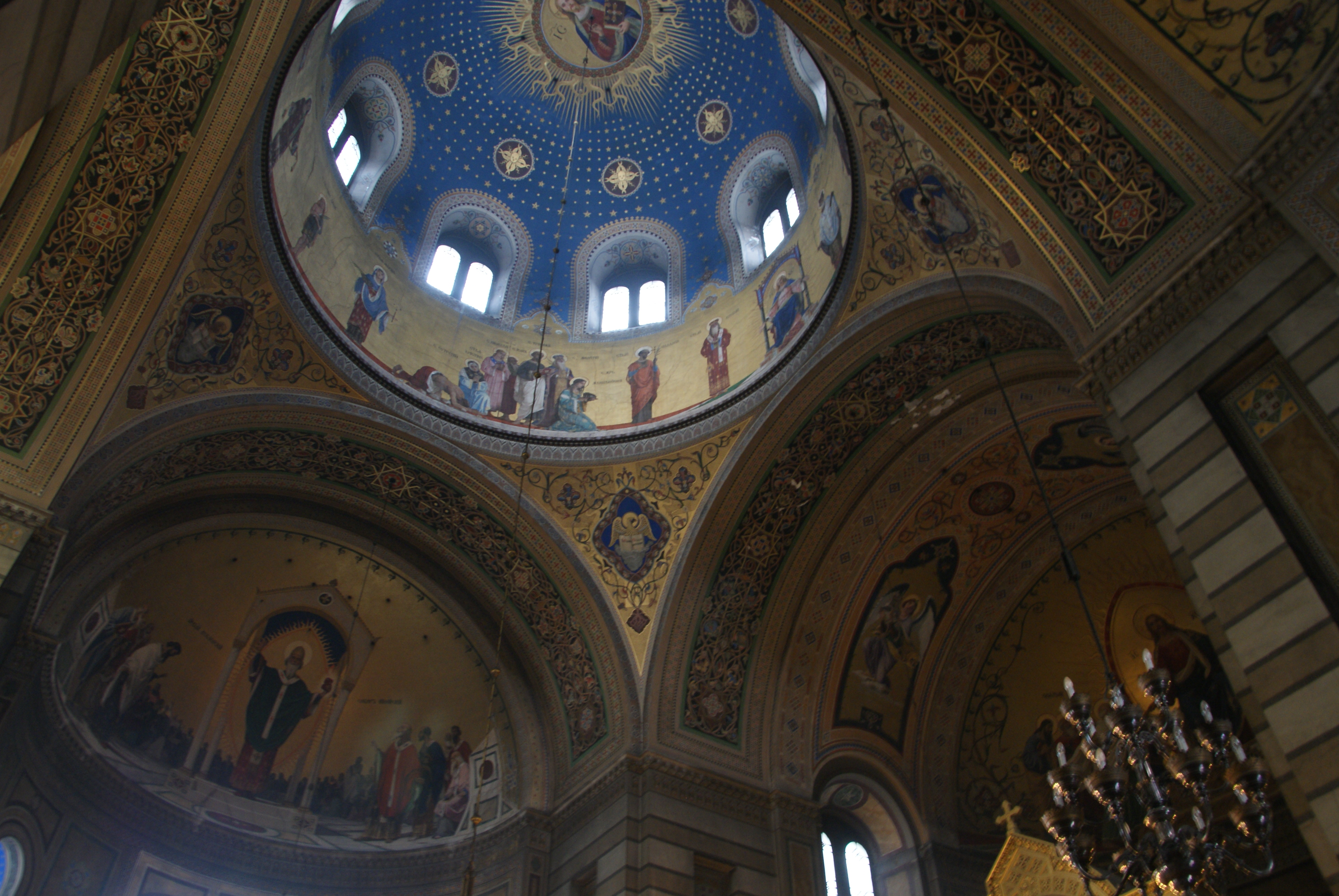